# 81. Infanterie-Division (Wehrmacht)
La 81. Infanterie-Division fu una divisione dell'esercito tedesco attiva durante la seconda guerra mondiale che venne formata nel 1939 e impiegata durante la Campagna di Francia e sul Fronte Orientale, dove venne distrutta nel 1945.

## Storia
La divisione fu costituita il 1º dicembre 1939, nell'area di addestramento militare di Neuhammer ed era armata con equipaggiamento militare cecoslovacco che era caduto in mano tedesca dopo l'Occupazione tedesca della Cecoslovacchia. All'inizio di maggio 1940 venne spostata al confine occidentale e prese parte alla campagna di Francia; fu mandata in congedo tra l'agosto 1940 e il febbraio 1941, quando fu richiamata in servizio e schierata nella Francia come forza di occupazione.
Nel dicembre 1941 la divisione fu trasferita sul fronte orientale e venne divisa in tre gruppi di combattimento: il primo era schierato nella zona di Dubno, il secondo nell'area tra Staraja Russa e il Lago Il'men' ed il terzo nella zona del Volchov tra Novgorod e Čudovo. Nel gennaio 1942, la divisione fu schierata per battaglie difensive tra Staraja Russa e il lago Ilmen, da luglio a ottobre seguì la guerra di trincea sul Lowat e dall'ottobre al dicembre 1942, la divisione avanzò attraverso il Pola fino a Demjansk.
Nel gennaio 1943, la divisione fu riunita nell'area di Staraja-Russa e schierata per un breve periodo sulla strada Novgorod e Čudovo, da febbraio in poi la divisione combatté a nord del Tigoda e dopo l’evacuazione delle proprie posizioni e le successive battaglie di ritirata venne schierata vicino Leningrado fino all’ottobre 1943. Dal novembre 1943 al luglio 1944 prese parte a battaglie difensive con pesanti perdite nella sezione di Pustoska a nord-ovest di Newel, seguite da battaglie difensive vicino a Polack e dalla ritirata attraverso la Lettonia. Dopo la ritirata nell'area a sud-ovest di Riga, seguì una guerra di trincea vicino a Lestene fino al settembre 1944 e dall'ottobre 1944 la divisione combatté pesanti battaglie difensive in Curlandia nelle zone di Frauenburg e Tukkum dove fu fatta prigioniera dalle truppe dell'Armata Rossa nel 1945.

## Ordine di battaglia

### 81. Infanterie-Division 1939[1]
- Infanterie-Regiment 161
- Infanterie-Regiment 174
- Infanterie-Regiment 189
- Artillerie-Regiment 181
- Pionier-Bataillon 181
- Panzerabwehr-Abteilung 181
- Infanterie-Divisions-Nachrichten-Abteilung 181
- Infanterie-Divisions-Nachschubführer 181

### 81. Infanterie-Division 1944[1]
- Grenadier-Regiment 161
- Grenadier-Regiment 174
- Grenadier-Regiment 189
- Divisions-Füsilier-Bataillon 61
- Artillerie-Regiment 181
- Pionier-Bataillon 181
- Panzerjäger-Abteilung 181
- Infanterie-Divisions-Nachrichten-Abteilung 181
- Infanterie-Divisions-Nachschubführer 181

## Decorazioni
Alcuni soldati della 81. Infanterie-division furono premiati per le loro azioni in guerra:
- Croce Tedesca
  - in oro: 19
- Croce di Cavaliere della croce di ferro: 12
- Distintivo per combattimenti ravvicinati:
  - in bronzo: 4

## Comandanti
- Generalleutnant Friedrich-Wilhelm von Löper (1º dicembre 1939 - 5 ottobre 1940)
- Generalmajor Hugo Ribstein (5 ottobre 1940 - 8 dicembre 1941)
- Generalleutnant Erich Schopper (8 dicembre 1941 - 1º marzo 1943)
- Generalleutnant Gottfried Weber (1º marzo 1943 - 13 marzo 1943)
- Generalleutnant Erich Schopper (13 marzo 1943 - 1º giugno 1943)
- Generalleutnant Gottfried Weber (1º giugno 1943 - 30 giugno 1943)
- Generalleutnant Erich Schopper (30 giugno 1943 - 5 aprile 1944)
- Generalleutnant Vollrath Lübbe (5 aprile 1944 - 1º luglio 1944)
- Generalmajor der Reserve Ernst Meiners (1º luglio 1944 - 10 luglio 1944)
- Generalleutnant Franz-Eccard von Bentivegin (10 luglio 1944 - 8 maggio 1945)[1]